# Peripatoides novaezealandiae
Peripatoides novaezealandiae är en klomaskart som först beskrevs av Hutton 1876.  Peripatoides novaezealandiae ingår i släktet Peripatoides och familjen Peripatopsidae. Inga underarter finns listade i Catalogue of Life.